# Nikotinski antagonist
Nikotinski antagonist je tip antiholinergičkog leka koji inhibira dejstvo acetilholina (ACh) na nikotinskim acetilholinskim receptorima. Ta jedinjenja se uglavnom koriste za perifernu mišićnu paralizu tokom operacija, klasični agens ovog tipa je tubokurarin, mada neka centralno delujuća jedinjenja kao što je bupropion, mekamilamin, i 18-metoksikoronaridin blokiraju nikotinske acetilholinske receptore u mozgu i predložena su za primenu u tremanu narkomanije.
| Mehanizam                                          | Antagonist            | Preferentni receptor | Klinička upotreba                                            |
| -------------------------------------------------- | --------------------- | -------------------- | ------------------------------------------------------------ |
| Ganglioni blokatori                                | Heksametonijum        | Ganglionski tip      | ne koristi se                                                |
| Ganglioni blokatori                                | Mekamilamin           | Ganglionski tip      |                                                              |
| Ganglioni blokatori                                | Trimetafan            | Ganglionski tip      | Retko se koristi za sniženje krvnog pritiska tokom operacija |
| Nedepolarizujući neuromuskularni blokirajući agens | Atrakurijum           | Mišićni tip          | mišićni relaksant pri anesteziji                             |
| Nedepolarizujući neuromuskularni blokirajući agens | Doksakurijum          | Mišićni tip          |                                                              |
| Nedepolarizujući neuromuskularni blokirajući agens | Mivakurijum           | Mišićni tip          |                                                              |
| Nedepolarizujući neuromuskularni blokirajući agens | Pankuronijum          | Mišićni tip          | mišićni relaksant pri anesteziji                             |
| Nedepolarizujući neuromuskularni blokirajući agens | Tubokurarin           | Mišićni tip          | Retko se koristi                                             |
| Nedepolarizujući neuromuskularni blokirajući agens | Vekuronijum           | Mišićni tip          | mišićni relaksant pri anesteziji                             |
| Depolarizujući neuromuskularni blokirajući agens   | Sukcinilholin*        | Mišićni tip          |                                                              |
| Centrally acting nicotinic antagonists             | 18-Metoksikoronaridin | α3β4                 |                                                              |

- Napomena: Sukcinilholin je zapravo nikotinski agonist.

## Spoljašnje veye
- Nicotinic+antagonists на 